# فراتحلیل

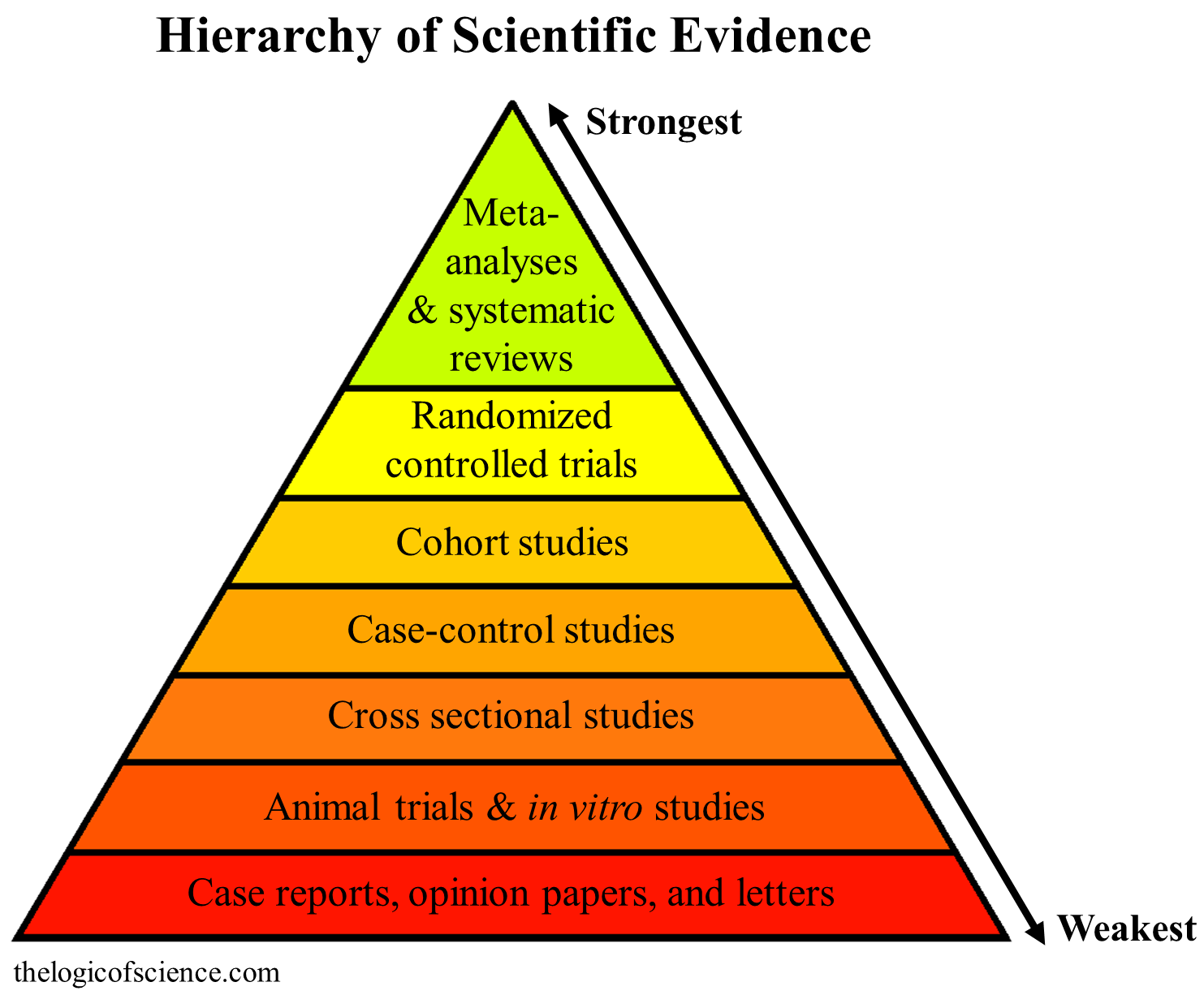
متاآنالیز بالاترین شکل تحقیق در علم به شمار می‌آید.

فراتحلیل یا متاآنالیز (به انگلیسی: meta-analysis) دستیابی به حقیقتِ مشترک در پشتِ همه ی مطالعاتِ علمی مفهومی و فردی برای بهبود زندگی است.

## در آمار
در آمار، فراتحلیل یا فراپژوهش داده‌های بدست‌آمده از پژوهش‌های مختلف را یکجا گردهم می‌آورد و آنها را به عنوان یک مجموعه داده تحلیل می‌کند. با سرجمع کردن و تحلیل حجم زیادی از داده‌ها، امکان اعتماد به نتایج به طور قابل توجهی بیشتر می‌شود. به این ترتیب می‌توان گفت که یافته‌های «فراتحلیل» اساسی‌تر از یافته‌های مطالعات پژوهشی منفرد هستند.
فراتحلیل را می‌توان تحلیل تحلیل‌ها یا پژوهش کردن روی مجموعهٔ پژوهش‌ها تعریف کرد.

## روش انجام
برای انجام فراتحلیل ابتدا باید حوزه‌ای انتخاب شود که نتایج مطالعات در آن حوزه دو پهلو و مشکوک باشد، سپس مراحل زیر به ترتیب پیگیری شود:
۱- شناسایی نتایج پژوهش‌ها
۲- ترکیب نتایج پژوهش‌های انتخاب شده و مقایسه آن‌ها با یکدیگر
۳- ارزشیابی نتایج فراتحلیل به منظور کاهش خطا